# Gilmar de Carvalho
Francisco Gilmar Cavalcante de Carvalho (Sobral, 30 de agosto de 1949 - Fortaleza, 17 de abril de 2021), foi um professor, escritor, jornalista, publicitário e pesquisador da cultura cearense. Autor de mais de 50 livros e referência nacional na área de tradições e culturas populares.

## Biografia
Bacharel em Direito pela Universidade Federal do Ceará (1971) e em Comunicação Social (1972) pela mesma Universidade. Mestre em Comunicação Social, pela Universidade Metodista de São Paulo (1991), e doutor em Comunicação e Semiótica, pela Pontifícia Universidade Católica de São Paulo (1998). Foi professor do Departamento de Comunicação Social (de 1984 a 2010) da Universidade Federal do Ceará (UFC). Aposentado como Professor Associado Nível 2, em fevereiro de 2010. Como pesquisador, trabalhou com as relações entre a Comunicação e a Cultura. Desenvolveu pesquisas e atividades de ateliês xilográficos da região do Cariri como a Lira Nordestina, em Juazeiro do Norte, acompanhando a produção de várias edições de livros de cordel, álbuns de gravuras e matrizes.
Iniciou em 2009 a doação de seu arquivo pessoal ao Acervo do Escritor Cearense (AEC), da Biblioteca de Ciências Humanas da UFC. São livros, documentos, fotografias, correspondências, reportagens e manuscritos referentes à memória de importantes nomes da cultura cearense.
Morreu devido às complicações de Covid-19 em 17 de abril de 2021, em Fortaleza.
Em 2021, lançaria o livro “Poéticas da voz - Aboios, benditos, cantoria, cordel, emboladas, loas, saraus, torém, trovas”.

## Prêmios
- 2017 - Medalha Mário de Andrade - 80 anos do IPHAN, IPHAN.
- 2014 - Prêmio Rodrigo Melo Franco de Andrade (em parceria com Francisco da Conceição Sousa), IPHAN.
- 2011 - Medalha do Mérito Cultural, Academia Cearense de Letras.
- 2011 - Homenagem do MAUC, Museu de Arte da Universidade Federal do Ceará (nos seus cinquenta nos de criação).
- 1999 - Prêmio Erico Vannucci Mendes, CNPq.
- 1998 - Prêmio Silvio Romero, FUNARTE.
- 1998 - Rodrigo Melo Franco de Andrade - Menção Honrosa, IPHAN / MInistério da Cultura.
- 1998 - Prêmio Dragão do Mar - Categoria Especial, Secretaria da Cultura do Estado do Ceará.
- 1991 - Título Honorífico de Cidadão de Juazeiro do Norte, Câmara Municipal de Juazeiro do Norte (CE).
- 1983 - Prêmio Estado do Ceará- Categoria Teatro, Secretaria de Cultura e Desporto do Estado do Ceará.

## Obra

### Ficção
- Pluraria Tantum (crônicas e prosa poética) (1973)
- Orixás do Ceará (teatro) (1974)
- Resto de Munição (crônicas) (1982)
- Queima de Arquivo (crônicas) (1983)
- Parabélum (romance) (1983)
- Buick Frenes (contos) (1985)
- Pequenas Histórias de Crueldade (contos) (1987)

### Teóricos
- Publicidade em Cordel - O Mote do Consumo (1994)
- Madeira Matriz - Cultura e Memória (1999)
- A Televisão no Ceará - 1959/1966 (2010)
- O Gerente Endoidou. Ensaios sobre Publicidade & Propaganda no Ceará (2018)

### Outras obras
- Publicidade em Cordel - O Mote do Consumo (1994)
- Nova Cozinha Nordestina de Sandra Getty Gentil (organização com Sandra Getty Gentil) (1995)
- Patativa do Assaré (2000)
- Desenho Gráfico Popular (2000)
- Manoel Caboclo (2000)
- O Casamento e o Divórcio da Lagartixa (organização com Patativa do Assaré) (2001)
- Patativa do Assaré - Antologia Poética (2001)
- Poetas do Povo do Piauí- Imaginário e Indústria Cultural (2001)
- Poetas do Povo do Piauí - A mídia cordel (2001)
- Neco Martins (2002)
- Cordel Canta Patativa (2002)
- Patativa Poeta Pássaro do Assaré (2002)
- Bonito pra chover- Ensaios sobre a Cultura cearense (2003)
- Mestres Santeiros- Retábulos do Ceará (2004)
- Pequenas Horas - Babinski no Ceará (2005)
- Tramas da cultura: comunicação e tradição (2005)
- Artes da Tradição - Mestres do Povo (2005)
- Cordéis e Outros Poemas (organização de coletânea da obra de Patativa do Assaré) (2005)
- Mestres da Cultura Tradicional Popular do Ceará (2006)
- Rabecas do Ceará (2006)
- Rangel Escultor- O Artista que veio de Jardim (2008)
- Cem Patativa (2009)
- Patativa em Sol Maior -Treze Ensaios sobre o Poeta Pássaro (organização) (2009)
- A grande arte de Estrigas (2009)
- Patativa do Assaré - o sertão dentro de mim (organização com Tiago Santana) (2010)
- Memórias da Xilogravura (2010)
- Lyra Popular: o cordel do Juazeiro (2011)
- Patativa do Assaré: Pássaro Liberto (2011)
- Xilogravura: doze escritos na madeira (2011)
- Onze vezes Joaseiro - Tributo a Ralph Della Cava (organização) (2011)
- Moisés Matias de Moura - O cordel de Fortaleza (2011)
- Antônio Bandeira e a poética das cores (organização) (2012)
- A Lira do Poeta Expedito (2012)
- Cordéis - Patativa do Assaré (organização) (2012)
- O Ceará do Ednardo (2013)
- A xilogravura de Juazeiro do Norte (2014)
- Severino do Horto - O cordel do Juazeiro (2014)
- Noza: O Escultor do Padre Cícero (organização) (2014)
- Música de Fortaleza (2016)
- Patativa do Assaré - Uma biografia (2017)
- Tirinete-Rabecas da Tradição (2018)
- La Femme Bateau (organização) (2019)
- O Melhor do Patativa do Assaré (organização) (2020)